# Montarrón
Montarrón es un municipio y localidad española de la provincia de Guadalajara, en la comunidad autónoma de Castilla-La Mancha. El término municipal tiene una población de 32 habitantes (INE 2024).

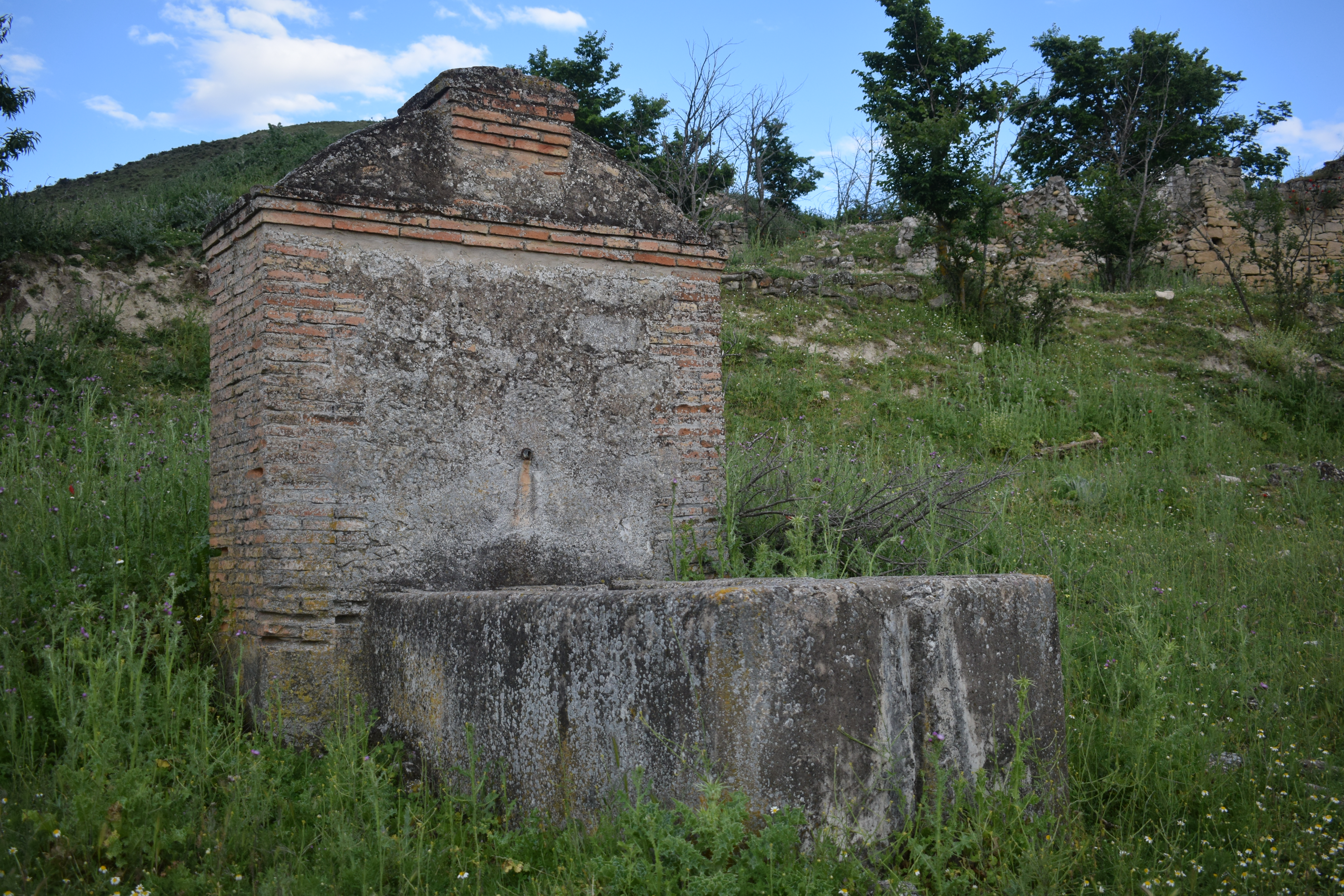
Fuente abrevadero sito en las ruinas de Montarrón Viejo.

## Historia
Hacia mediados del siglo XIX, el lugar tenía contabilizada una población de 426 habitantes. La localidad aparece descrita en el decimoprimer volumen del Diccionario geográfico-estadístico-histórico de España y sus posesiones de Ultramar de Pascual Madoz de la siguiente manera:

MONTARRON: v. con ayunt. en la prov. de Guadalajara (5 leg.), part. jud. de Tamajon (3), aud. terr. de Madrid (15), c. g. de Castilla la Nueva, dióc. de Toledo (27). sit. en una cuesta con buena ventilacion y clima frio: tiene 139 casas, la consistorial, cárcel, escuela de instruccion primaria frecuentada por 50 alumnos; otra particular de niñas, á la que asisten 12 discipulas; una igl. parr. (La Purísima Concepcion) servida por un cura y un sacristan: térm.: confina con los de Aléas, Fuencemillan, Cerezo y Torre de Beleña; dentro de él se encuentran 2 fuentes y una erm. (La Soledad). El terreno es de mediana calidad, porque predomina mucho el yeso; hay varios trozos de monte bajo de roble; pasa el r. Henares, formando el límite O. del térm.; caminos: los que dirigen á los pueblos limítrofes. correo: se recibe y despacha en Cogolludo por un encargado que nombra el ayunt. prod.: centeno, cebada, trigo, patatas, cánamo, nabos, vino, garbanzos, aceite, leñas de combustible y yerbas de pasto, con las que se mantiene ganado lanar, mular y asnal; abunda la caza de perdices, y en el Henares se pescan barbos. ind.: la agrícola, 3 molinos harinero» y uno aceitero. comercio: esportacion de vino y algun ganado, é importacion de cereales y otros art. que faltan. pobl.: 106 vec., 426 alm. cap. prod.: 2.352,000 rs. imp.: 135,200. contr.: 7,006. presupuesto municipal 2,000, se cubre con los fondos de propios y arbitrios.
(Madoz, 1848, pp. 525-526)

Durante la Guerra Civil, Montarrón sufrió varios bombardeos, que llevaron a la población local a emigrar hacia pueblos de la provincia de Cuenca. La localidad quedó sumamente afectada por el conflicto, y su reconstrucción se llevó a cabo a través de la Dirección General de Regiones Devastadas y Reparaciones, a unos cientos de metros de su situación original.

## Demografía

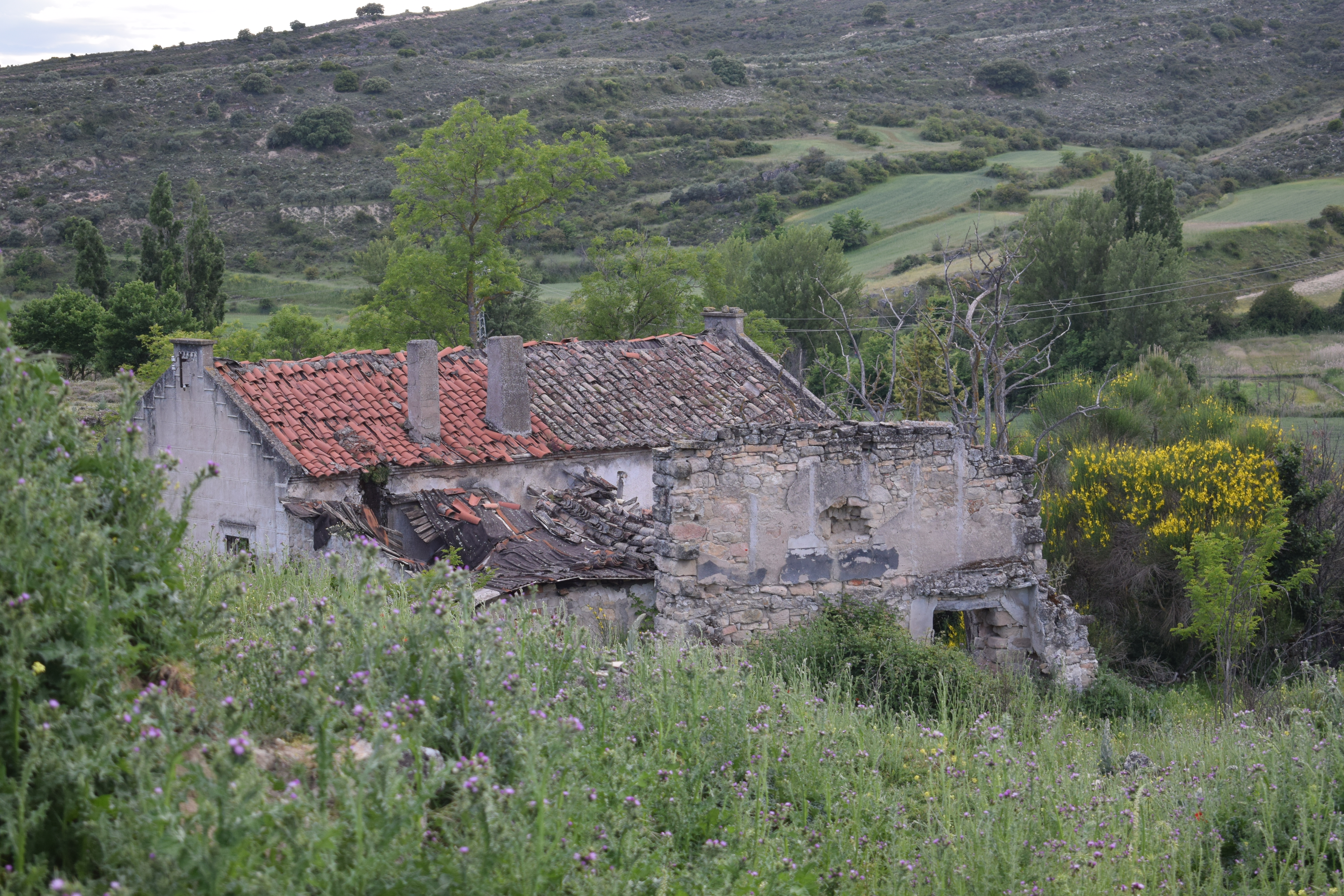
Vivienda en ruinas tras la devastación sufrida en Montarrón Viejo durante la guerra civil española.

Montarrón cuenta con una población de 32 habitantes (INE 2024).
| Gráfica de evolución demográfica de Montarrón entre 1842 y 2021                                                     |
| |
| Población de derecho según los censos de población del INE Población de hecho según los censos de población del INE |

## Administración
| Periodo   | Nombre                     | Partido |
| --------- | -------------------------- | ------- |
| 1979-1983 | Arturo de Lucas Pérez      | UCD     |
| 1983-1987 | Fernando Simón de la Torre | PSOE    |
| 1987-1991 | Fernando Simón de la Torre | PSOE    |
| 1991-1995 | Fernando Simón de la Torre | PSOE    |
| 1995-1999 | Fernando Simón de la Torre | PSOE    |
| 1999-2003 | Manuel Calvo Rodríguez     | PSOE    |
| 2003-2007 | Manuel Calvo Rodríguez     | PSOE    |
| 2007-2011 | Sara Simón Alcorlo         | PSOE    |
| 2011-2015 | Sara Simón Alcorlo         | PSOE    |
| 2015-2019 | Sara Simón Alcorlo         | PSOE    |
| 2019-2023 | Florencio Simón Simón      | PSOE    |

### Evolución de la deuda viva
El concepto de deuda viva contempla solo las deudas con cajas y bancos relativas a créditos financieros, valores de renta fija y préstamos o créditos transferidos a terceros, excluyéndose, por tanto, la deuda comercial.
| Gráfica de evolución de la deuda viva del ayuntamiento entre 2008 y 2014                             |
| |
| Deuda viva del ayuntamiento en miles de Euros según datos del Ministerio de Hacienda y Ad. Públicas. |

La deuda viva municipal por habitante en 2014 ascendía a 1694,71 €.